# منتصر الطالبي
منتصر عمر الطالبي (بالفرنسية: Montassar Omar Talbi)‏ (مواليد 26 مايو 1998) هو لاعب كرة قدم تونسي يلعب في مركز الدفاع لصالح نادي لوريان و‌منتخب تونس.

## روابط خارجية
- منتصر الطالبي على موقع اتحاد تركيا (لاعب) (الإنجليزية)
- منتصر الطالبي على موقع قاعدة بيانات كرة القدم.إي يو (الإنجليزية)
- منتصر الطالبي على موقع ليكيب (الفرنسية)
- منتصر الطالبي على موقع ناشيونال فوتبول تيمز (الإنجليزية)
- منتصر الطالبي على موقع Soccerway.com (الإنجليزية)
- منتصر الطالبي على موقع عالم كرة القدم.نت (الإنجليزية)